# Des Bremner
Desmond George Bremner (Aberchirder, 7 settembre 1952) è un ex calciatore scozzese, di ruolo centrocampista.

## Carriera

### Club
Ha giocato nella prima divisione scozzese ed in quella inglese.

### Nazionale
Nel 1976 ha giocato una partita con la nazionale scozzese.

## Palmarès

### Club

#### Competizioni nazionali
- Campionato inglese: 1

Aston Villa: 1980-1981
- Community Shield: 1

Aston Villa: 1981

#### Competizioni internazionali
- Coppa dei Campioni: 1

Aston Villa: 1981-1982
- Supercoppa UEFA: 1

Aston Villa: 1982